# Bombardement de l'ancienne gare routière centrale de Tel Aviv
Le bombardement de l'ancienne gare routière centrale de Tel-Aviv est survenu le 18 mai 1948 lorsque l'armée de l'air égyptienne a bombardé l'ancienne gare routière centrale (en) de Tel-Aviv quatre jours après la déclaration d'indépendance d'Israël, tuant 42 personnes.

## Contexte
L'attaque s'est produite pendant la guerre israélo-arabe de 1948 au milieu d'une campagne de bombardements par les forces égyptiennes à Tel-Aviv qui a tué 150 personnes au total.

## Bombardement
Ce bombardement a lieu le 18 mai lorsque des C-47 égyptiens ont lancé une attaque contre la gare routière, alors bondée de passagers,. Le Palestine Post a rapporté qu'une "bombe à fragmentation de 50 livres" a secoué le bâtiment. 42 personnes sont mortes au total, dont quatre membres de la Dan Bus Company (en), et plus de 100 personnes ont été blessées.

## Conséquences
La gare routière a été considérablement endommagée par l'explosion dans ce qui a également été l'attaque la plus meurtrière de ce type par l'armée de l'air égyptienne. De nombreux Israéliens, en particulier des habitants de Tel-Aviv, ont été scandalisés par l'incident et ont appelé l'armée de l'air israélienne à bombarder l'Égypte en représailles. Ce bombardement a également convaincu de nombreux pilotes, dont Lou Lenart (en), de s'engager dans la guerre au nom d'Israël.